# Station Créteil - Pompadour
Station Créteil - Pompadour is een station in de Franse gemeente Créteil, ten zuidoosten van Parijs, in het departement Val-de-Marne. Het station dient de inwoners van Val de Pompadour.

## Geschiedenis
Het station is op 15 december 2013 geopend als station aan de RER D. Bij de opening verving het nieuwgebouwde station het station Villeneuve - Prairie.

## Ligging
Het station ligt op kilometerpunt 7,795 van de spoorlijn Paris-Lyon - Marseille-Saint-Charles.

## Diensten
Het station wordt aangedaan door treinen van de RER D tussen Goussainville/Villiers-le-Bel - Gonesse en Corbeil-Essonnes via Ris-Orangis.

## Overstapmogelijkheid
Het station is gebouwd als overstapstation, er kan overgestapt worden op de TVM-buslijn (Trans-Val-de-Marne), HOV-buslijn 393, en op verschillende streekbussen. In de nabijeheid kan er ook overgestapt worden op de Parijse metrolijn 8, bij het station Pointe du Lac.